# Bä Illi (Tchad)
Pour les articles homonymes, voir Illi.
Bâ-illi est une localité et sous-préfecture dans le département Loug Chari de la région de Chari-Baguirmi au Tchad,.

## Histoire
c'est une zone où l'agriculture représente 80% de la population active suivi de l'élevage.